# Boris Wiktorowitsch Alexandrow
Boris Wiktorowitsch Alexandrow (russisch Борис Викторович Александров; * 13. November 1955 in Ust-Kamenogorsk, Kasachische SSR; † 31. Juli 2002 nahe Tscheljabinsk, Russland) war ein russisch-kasachischer Eishockeyspieler und -trainer.

## Spielerkarriere
Während seiner Karriere spielte der in der damaligen Sowjetunion geborene Stürmer beim HK ZSKA Moskau, HK Spartak Moskau und Torpedo Ust-Kamenogorsk. Insgesamt erzielte er 177 Tore in 224 Spielen in der sowjetischen Liga. Schon früh wurde er in das Team der sowjetischen Eishockeynationalmannschaft berufen. Am 11. November 1975 stand er in einem Spiel gegen die Tschechoslowakei zum ersten Mal für die Sbornaja auf dem Eis. Seine internationale Karriere wurde mit der Goldmedaille bei den Olympischen Winterspielen 1976 gekrönt. Für die Nationalmannschaft erzielte er 4 Tore in 19 Länderspielen. Am 21. Dezember 1977 bestritt er sein letztes Länderspiel. Seine letzte aktive Saison 1989/90 verbrachte er bei Milan Saima SG in der italienischen Liga.
Im Jahr 2019 wurde er posthum in die IIHF Hall of Fame aufgenommen.

## Trainerkarriere
In der Saison 1995/96 übernahm Alexandrow den Trainerposten beim kasachischen Team Torpedo Ust-Kamenogorsk. Gleichzeitig wurde er zum Cheftrainer der kasachischen Eishockeynationalmannschaft, die er zum achten Platz bei den Olympischen Spielen in Nagano führte.

## Erfolge
- Sowjetischer Meister mit ZSKA Moskau: 1975, 1977, 1978
- Goldmedaille bei Olympischen Spielen: 1976